# Raiten
Raiten ist ein Gemeindeteil der Gemeinde Schleching im Landkreis Traunstein in Bayern.

## Geografie
Das Kirchdorf Raiten liegt in einer exponierten Lage. In Richtung Südosten (gen Unterwössen) zweigt das Wössener Tal ab und in Richtung Südwesten (nach Schleching) verläuft das Tal der Tiroler Achen weiter, das schließlich einen direkten Zugang nach Tirol bietet.

## Ortsbeschreibung
Der Ort ist größtenteils an die vier Bauernhöfe im Ort herangebaut. Die Kirche trägt den Namen „Maria zu den sieben Linden“ und ist ein von außen unscheinbares Gotteshaus, das über dem Ort am Hang liegt. Unterhalb des Dorfes beginnt ein Moorgebiet, das unter dem Namen Mettenhamer Filz bekannt ist. Im Norden wird Raiten von einem anderen Moorgebiet begrenzt – dem Lanzinger Moos. Im Ort wohnen etwa 250 Menschen.

## Baudenkmäler
In der Liste der Baudenkmäler in Schleching sind für Raiten zehn Baudenkmäler aufgeführt, darunter die

### Filial- und Wallfahrtskirche
Das Langhaus der Wallfahrtskirche Maria zu den sieben Linden stammt aus dem 12. Jahrhundert und liegt inmitten eines Bergfriedhofes mit schmiedeeisernen Grabkreuzen. Der Name der Kirche wurde von den Lindenbäumen und ihrer Anzahl her abgeleitet, die noch immer um den Kirchbichel stehen. Die Reste des Wehrturms im heutigen Langhaus gehörten wohl zu einem ehemaligen Bergfried (Größe der heutigen Reste im Langhaus: 3,2 m × 5 m) und das an ihm angrenzende Langhaus bildete im 12. Jahrhundert die Burgkapelle – die Baugeschichte ähnelt der Kirche von Urschalling in diesen Punkten. Im 15. Jahrhundert (1440) wurde der östliche Chor und die Sakristei angebaut, um 1500 wurde an die Sakristei ein Beinhaus errichtet. Die Erneuerungen machten eine Neuweihe nötig, die am 2. Mai 1511 der Bischof des Bistums Chiemsee Berthold Pürstinger vollzog. Das 17. Jahrhundert brachte für die kleine Kirche viele Veränderungen mit sich:
- 1640: Vergrößerung der Fenster im Langhaus
- 1640: Neuer aus der Pfarrkirche Grassau stammender Seitenaltaraufbau
- 1643: Neuer Hochaltar-Tabernakel
- 1662: Neuer Hochaltar
- 1689: Größere Chorfenster und Pflasterung mit Ziegeln
- 1690: Einzug von Holzdecke und einer Empore und Reduzierung der Mauerstärke
- 1692: Neue Kirchenbänke
- 1696: Der bis dato als Turm dienende ehemalige Bergfried wurde bis auf die Höhe des Kirchendaches wegen Einsturzgefahr abgebrochen und das Kirchendach entsprechend verlängert

Die letzte große Veränderung am Bild der Kirche von Raiten wurde im Jahre 1700/02 mit dem Bau des Turmes an die Westseite vollzogen. Die Baumeister waren der Maurer Michael Steindlmüller aus Staudach-Egerndach und der Zimmerer Georg Aigner aus Piesenhausen. Restauriert wurde das Gotteshaus 1942 und zuletzt 1969. Eine große Innen- und Außenrenovierung erfolgte in den Jahren 1983 bis 1993. Der Turm wurde zuletzt im Jahre 1997 renoviert.

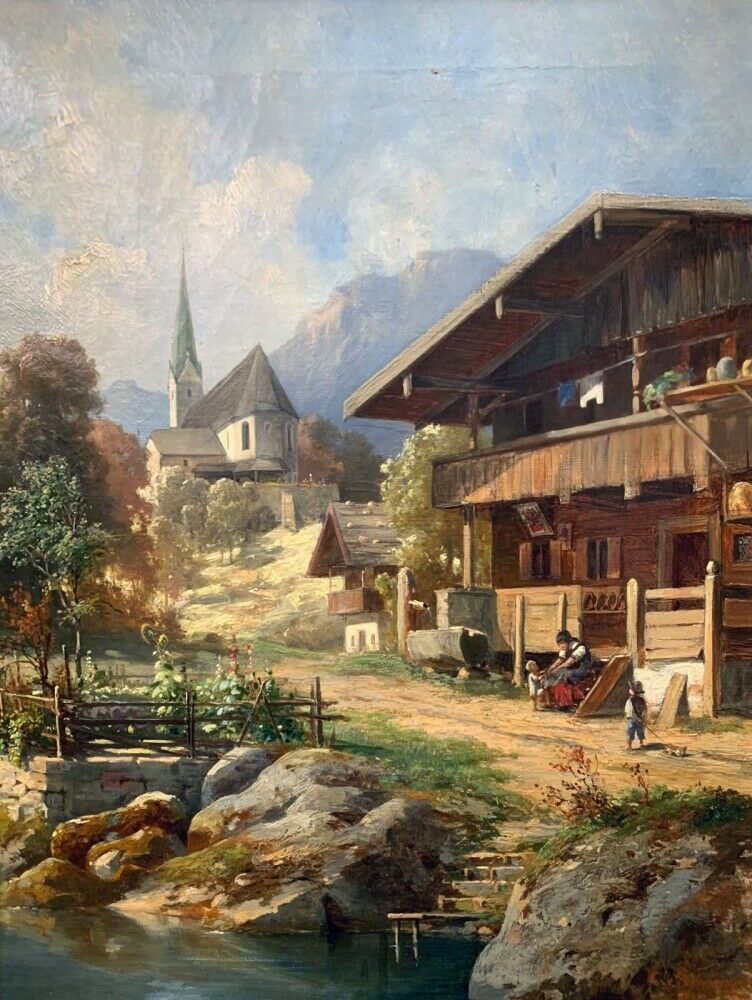
Carl Frhr. von Donnersperg: Raiten, Ölbild, 1887

Der heutige Eingang ist im Turm an der Südseite bzw. am Langhaus ebenfalls an der Südseite. Außen an der Kirche fällt besonders die gezimmerte Laube um den Chor auf und die so genannten Osen an der Südseite, ein weitvorragendes Vordach auf Holzstützen. Im Innern gibt es einige bauliche Besonderheiten, wie zum Beispiel die Treppe von der Empore ins Dachgeschoss, die noch aus den Zeiten des Bergfrieds herrührt. 1948 entdeckte man Fresken aus der Erbauungszeit im Chorschluss und am ehemaligen Mittelfenster vier Wandmalereien mit der Heiligen Barbara und dem Heiligen Agnes, sowie Albertus Magnus und Nikolaus von Myra jeweils unter Baldachinen, die um 1430 (nach anderen Angaben: um 1450) entstanden sein sollen. Ebenfalls entdeckte man einen Ornamentfries aus der Zeit um 1440, vermutlich von einem Meister im Umkreis des Salzburgers Conrad Laib, welcher vermutlich auch an der Ausmalungen der Streichenkirche mitwirkte. Der Hochaltar von 1662 ist von Thomas Huber geschaffen worden. Aus der Mitte (nach anderen Angaben: aus der 2. Hälfte bzw. vom Ende) des 15. Jahrhunderts stammt das Gnadenbild im Hochaltar, eine sitzende gekrönte Muttergottes mit Jesuskind und Apfel („naiv empfunden“), die erst 1941 restauriert in den Hochaltar eingesetzt wurde und ursprünglich mit Stoff gekleidet war – sie ist etwa 83 cm hoch. Alle übrigen Plastiken am Altar (Engel, Seitenfiguren, Figur von der Heiligen Gertrud von Nivelles etc.) stammen von Melchior Hofmayr. Der Tabernakel ist aus der Mitte des 18. Jahrhunderts. Die Heilige Gertrud von Nivelles war auch die frühere Patronin der Kirche, sie ist die Heilige für in Not geratene Menschen und wird mit einer Maus, wie in Raiten dargestellt, da sich auch vor Mäuseplagen schützen sollte. Der Seitenaltar wurde um 1780 (nach anderen Angaben 1750) mit Kopien (1979) von drei Figuren nach Melchior Hofmayr um 1662 errichtet. Die Verkündigungsgruppe an der Südwand stammt aus der Mitte des 18. Jahrhunderts (Engel ebenfalls Kopie). Die Kanzel von Balthasar Fröhl wurde 1852 für die Kirche von Pietzenkirchen geschaffen. Chorbogenkreuz vom Anfang des 16. Jahrhunderts. Außerdem: Tafelbild der Heiligen Kümmernis und großes Gemälde Krönung Mariä mit der Ansicht von Raiten (1790). Pietàgruppe aus dem 18. Jahrhundert als Kopie. Einige Votivtafeln aus der Zeit ab 1656, darunter die Votivbilder von 1782 und 1793 mit Abbildung von Bränden in Raiten, außerdem ein mit Stoff bekleidetes Marienbild auf dem Bild von 1782. Die Orgel aus Kloster Baumburg ist seit 1870 in Raiten. Das Kirchengestühl stammt von 1692 von den Tischlern Piechl aus Wössen. Ziegelpflaster im Langhaus von 1689. Glasfenster im Chor von 1920. Im Außenbereich sind die Ölberggruppe und die Jakobusfigur in den Osen aus dem 17. Jahrhundert sehenswert.

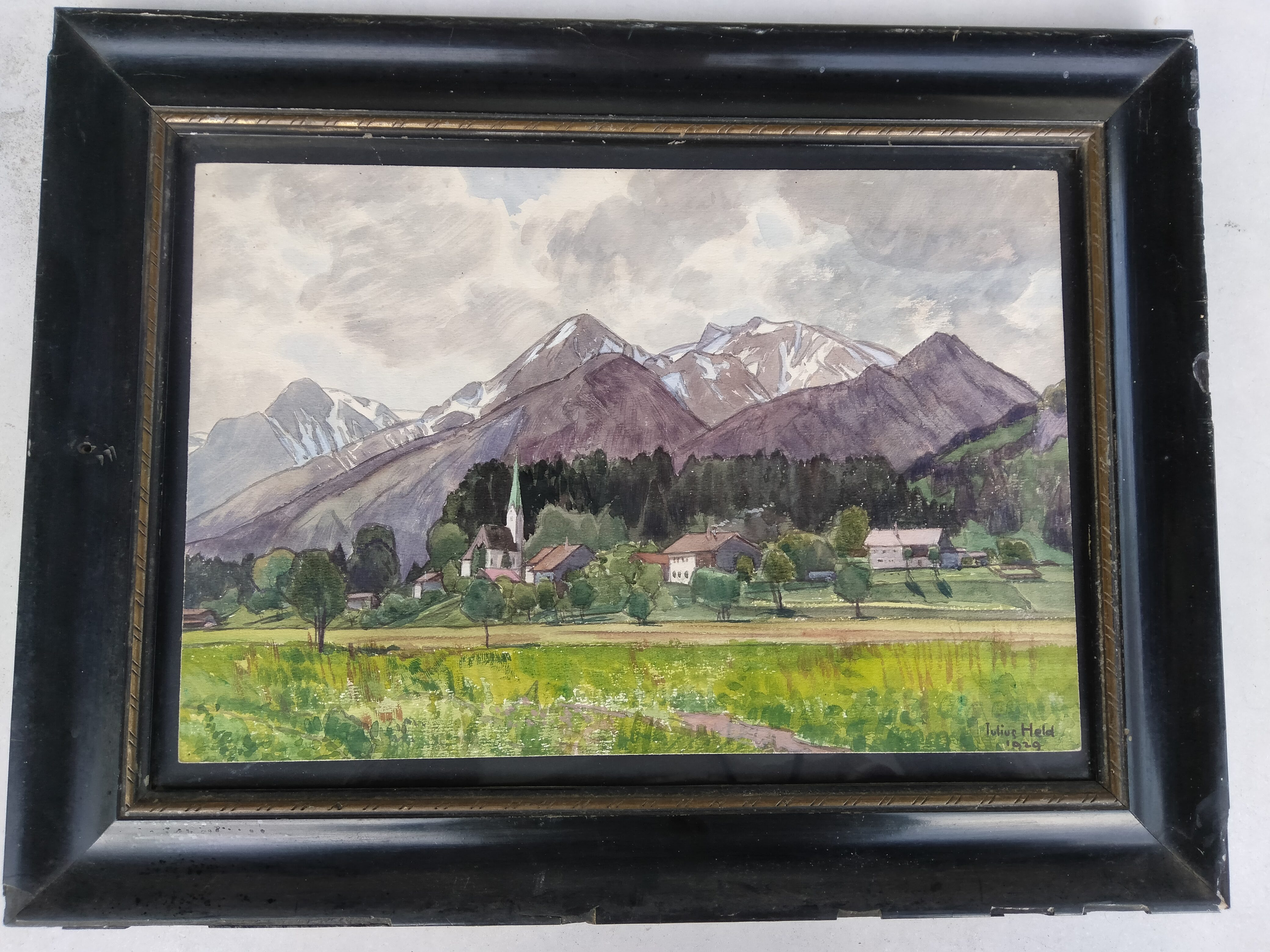
Julius Held: Aquarell Raiten mit Geigelsteinmassiv, 1929

Aufgrund des Raubs der Kirchenfiguren in der Nacht vom 12. auf den 13. August 1973 wurden Kopien angefertigt. Zur Sicherung der übrigen Kunstobjekte wurde unter der Empore ein Gitter angebracht, das dem Besucher zulässt, einen Blick auf die Innenausstattung und besonders auf den Hochaltar zu werfen.